# Kálmán Tisza
Kálmán (Koloman) Tisza von Borosjenő (ungarisch borosjenői Tisza Kálmán, * 16. Dezember 1830 in Geszt, Komitat Bihar; † 23. März 1902 in Budapest) war als langjähriger Ministerpräsident Ungarns von 1875 bis 1890 ein führender Politiker Österreich-Ungarns.

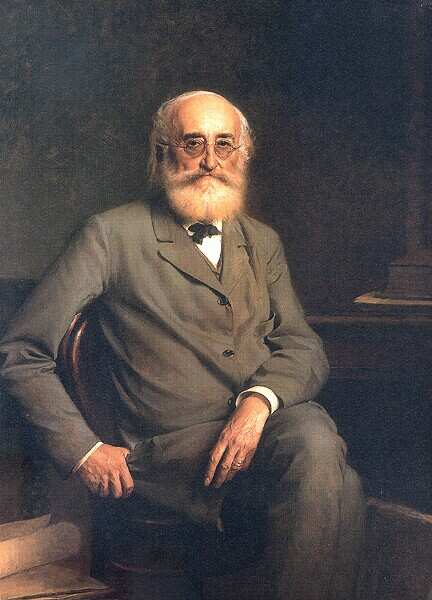
Kálmán Tisza, Porträt von Leopold Horovitz 1894

## Leben

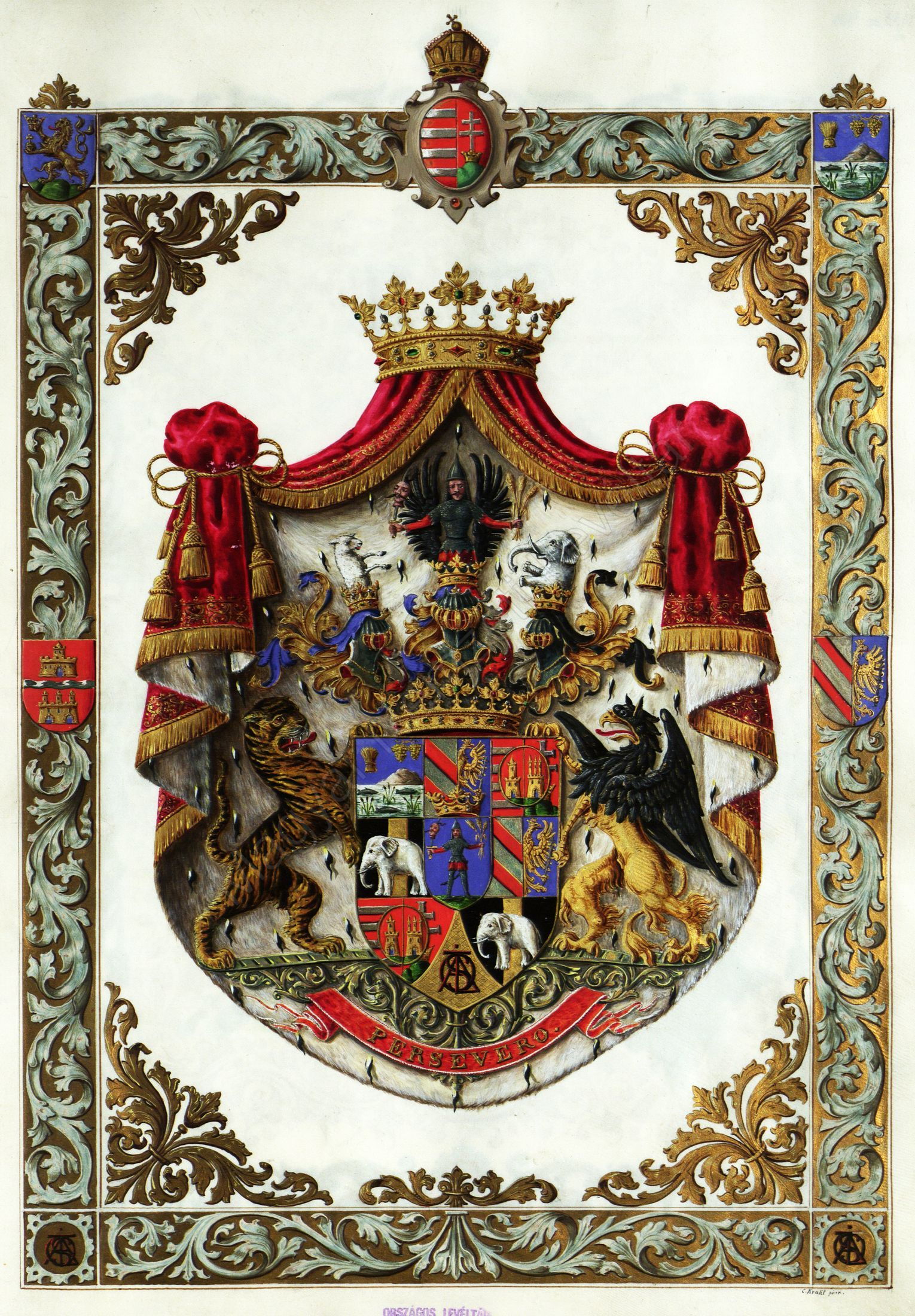
Familienwappen

Die Familie Tisza entstammte dem calvinistischen niederen Adel Siebenbürgens. Kálmán Tisza war der Sohn von Lajos Tisza und Julia, geborene Gräfin Teleki. Sein Bruder, Lajos Tisza, wurde 1883 in den ungarischen Grafenstand erhoben. Als Kind erhielt Kálmán Privatunterricht auf dem väterlichen Schloss. Nach der Niederlage von der Schlacht von Solferino wurde er 1861 in die neu gebildete ungarische Regierung aufgenommen und nahm 1866 an den Verhandlungen zum österreichisch-ungarischen Ausgleich teil. Als führender Vertreter der sogenannten Beschlusspartei, die die Gültigkeit der Gesetze von 1848 aus der Märzrevolution durch einfachen Parlamentsbeschluss anerkennen wollte, konnte er sich jedoch nicht gegen die Adresspartei um Ferenc Deák durchsetzen. Neben seiner politischen Tätigkeit war Tisza, der ein umfangreiches Erbe antrat, bis 1875 Vizedirektor der Ungarischen Nordostbahn.

### Ministerpräsident
1875 gründete Tisza die Liberale (Freiheitliche) Partei, hervorgegangen aus der politischen Gruppe um Deák, als Sammelbecken für den niederen Adel und Wirtschaftstreibende und übernahm die Leitung der Regierung. Er führte als Ministerpräsident umfangreiche Reformen zur Modernisierung des Landes im Bereich Wirtschaft, Justiz, Sozialwesen und Politik durch. Mit Finanzminister Sándor Wekerle konnte er einen Staatsbankrott abwenden. Durch eine Steuerreform, die auch den großen Landbesitz einschloss, wurden die Staatseinnahmen vervielfacht. Seine Regierung vergrößerte außerdem die Unabhängigkeit gegenüber dem österreichischen Reichsteil Cisleithanien, auch der ungarische Einfluss auf die gemeinsame Außenpolitik der Monarchie nahm stark zu. Die beachtlichen wirtschaftlichen Erfolge während Tiszas Regierungszeit begründeten das Prestige des Landes und modifizierten das Selbstverständnis der ungarischen Politik.
Trotz der anfänglichen Reformen regierte Tisza bald nach dem Prinzip Quieta non movere (was ruht, soll man nicht aufrühren). Die lange Regierungsperiode Tiszas vermittelte den Eindruck großer Stabilität, vor allem verglichen mit dem österreichischen Teil der Doppelmonarchie, wo sich in dieser Zeit elf Regierungen ablösten. Die soziale Entwicklung konnte jedoch nicht mit der relativ konstanten wirtschaftlichen Entwicklung des Landes Schritt halten. Unruhen und wachsender Antisemitismus waren die Folge. Die Bedeutung des politischen Antisemitismus in Transleithanien konnte von Tisza vorübergehend zurückgedrängt werden.
Unter der Regierung Tisza begann die Politik der forcierten kulturellen Magyarisierung Ungarns. Die nichtmagyarische Bevölkerung sollte durch mehr oder weniger sanften Druck die magyarische Sprache und Nationalität annehmen. In mehreren Etappen, zunächst noch zögerlich, wurde unter Tisza jede nationale Äußerung etwa der Slowaken zusehends unmöglich gemacht, die nationale Wiedergeburt der Slowaken wurde durch Tisza bekämpft. Das damalige Meyers Konversations-Lexikon führt an, Tisza habe „freie Hand“ besessen „für die rücksichtslosen Maßregeln zur Magyarisierung Ungarns, welche zu den schreiendsten Ungerechtigkeiten, so gegen die siebenbürgischen Sachsen, führten“. Zwischen 1880 und 1910 stieg der Prozentsatz der sich als Magyaren bekennenden Bürger Ungarns (ohne Kroatien) von 45 auf über 54 Prozent. Tisza erklärte 1875 ohne Umschweife: „Innerhalb Ungarns kann es nur eine lebensfähige Nation geben: Diese politische Nation ist ungarisch. Ungarn kann niemals die Schweiz des Ostens werden, dann würde es aufhören, zu existieren.“
Sein Sohn István Tisza übernahm des Vaters politisches Erbe, seine liberale Partei und wurde ebenfalls langjähriger ungarischer Ministerpräsident.